# 鎌田眞吾
鎌田 眞吾（かまた しんご、1977年9月5日 - ）は、日本の元男子バスケットボール選手、実業家。栃木ブレックスゼネラルマネージャー（前代表取締役社長）。東京都中央区出身。白鷗大学経営学部経営学科卒業。

## 来歴
中学よりバスケットボールを始め、大学4年時に主将を務める。
卒業後は大塚商会に入社し、OA機器営業職として勤務の傍らバスケットボール部に所属、2004-05シーズンからは主将を務めた。
2007年に引退と共に退社、ドリームチームエンターテインメント栃木（現：宇都宮ブレックス）に入社し、大学4年間を過ごした栃木県でプロバスケットボールチーム運営のためにスポンサー営業を担当した。
2008年5月、取締役就任。
2012年6月、新リーグNBLの要職に就く山谷拓志の後を受け、代表取締役社長就任。
2020年7月3日、社長を退任しGMに専念